# 1996 год в кино

## Фильмы

### Мировое кино
- «101 далматинец»/101 Dalmatians, США, (реж. Стивен Херек)
- «Автокатастрофа»/Crash, Канада—Великобритания, (реж. Дэвид Кроненберг)
- «Английский пациент»/English patient, США, (реж. Энтони Мингелла)
- «Автокатастрофа»/Crash, Канада—Великобритания, (реж. Дэвид Кроненберг)
- «Альбино Аллигатор»/Albino Alligator, США—Франция, (реж. Кевин Спейси)
- «Анатомия Грея»/Gray’s Anatomy, США, (реж. Стивен Содерберг)
- «Белый шквал»/White Squall, США, (реж. Ридли Скотт)
- «Блеск»/Shine, Австралия, (реж. Скотт Хикс)
- «Близко к сердцу»/Up Close and Personal, США, (реж. Джон Эвнет)
- «Блуждающая пуля»/Hollow Point, США, (реж. Сидни Дж. Фьюри)
- «Большой белый обман»/The Great White Hype, США, (реж. Реджинальд Хадлин)
- «Братва»/Hard men, Великобритания—Франция, (реж. Дж. К. Амалу)
- «В любви и войне»/In Love and War, США—Великобритания, (реж. Ричард Аттенборо)
- «В поисках кошки»/Chacun cherche son chat, Франция, (реж. Седрик Клапиш)
- «В поисках приключений»/The Quest, США, (реж. Жан-Клод Ван Дамм)
- «Вдаль уплывают облака»/Kauas pilvet karkaavat, Финляндия, (реж.  Аки Каурисмяки)
- «Верность»/Faithful, США, (реж. Пол Мазурски)
- «Весь огромный мир»/The Whole Wide World, США, (реж. Дэн Айрлэнд)
- «Вещи, о которых я тебе никогда не говорила», США—Испания, (реж. Изабель Койшет)
- «Время бешеных псов»/Mad Dog Time, США, (реж. Лэрри Бишоп)
- «Время убивать»/A Time to Kill, США, (реж. Джоэл Шумахер)
- «Все говорят, что я люблю тебя»/Everyone Says I Love You, США, (реж. Вуди Аллен)
- «Вызов»/Set It Off, США, (реж. Ф. Гэри Грей)
- «Выкуп»/Ransom, США, (реж. Рон Ховард)
- «Гражданка Рут»/Citizen Ruth, США, (реж. Александр Пэйн)
- «Два дня в долине»/2 Days in the Valley, США, (реж. Джон Херцфелд)
- «Девочка Никто»/Panna Nikt, Польша, (реж. Анджей Вайда)
- «Девушка № 6»/7, США, (реж. Спайк Ли)
- «Дело — труба»/Brassed Off, США—Великобритания, (реж. Марк Херман)
- «День независимости»/Independence Day, США, (реж. Роланд Эммерих)
- «Джерри Магуайер»/Jerry Maguire, США (реж. Кэмерон Кроу)
- «Джуд»/Jude, Великобритания (реж. М. Уинтерботтом)
- «Дилер»/Pusher, Дания (реж. Николас Виндинг Рефн)
- «Дневной свет»/Daylight, США, (реж. Роб Коэ)
- «Долгий поцелуй на ночь»/The Long Kiss Goodnight, США, (реж. Ренни Харлин)
- «Дорогой Боженька»/Dear God, США, (реж. Гарри Маршалл)
- «Дьяволицы»/Diabolique, США, (реж. Джеримайя Чечик)
- «Жена священника»/The Preacher's Wife, США, (реж. Пенни Маршалл)
- «Жестяной кубок»/Tin Cup, США, (реж. Рон Шелтон)
- «Заводила»/Kingpin, США, (реж. Бобби Фаррелли, Питер Фаррелли)
- «Запёкшаяся кровь»/Curdled, США, (реж. Рэб Брэддок)
- «Земля»/Tierra, Испания, (реж. Хулио Медем)
- «Зловещая луна»/Bad Moon, США, (реж. Эрик Рэд)
- «Кабельщик»/The Cable Guy, США, (реж. Бен Стиллер)
- «Кама Сутра: История любви»/Kama Sutra: A Tale of Love, США—Великобритания—Индия, (реж. Мира Наир)
- «Камера»/The Chamber, США, (реж. Джеймс Фоули)
- «Канзас-Сити»/Kansas City, США, (реж. Роберт Олтмен
- «Квартира»/L'appartement, Франция—Испания—Италия, (реж. Жиль Мимуни)
- «Клетка для пташек»/The Birdcage, США, (реж. Майк Николс)
- «Клуб первых жён»/The First Wives Club, США, (реж. Хью Уилсон)
- «Коля»/Kolja, Чехия, (реж. Ян Сверак)
- «Крайние меры»/Extreme Measures, США, (реж. Майкл Эптид)
- «Красивые девушки»/Beautiful Girls, США, (реж. Тед Демме)
- «Красота»/Beautiful Thing, Великобритания, (реж. Хетти Макдональд)
- «Крик»/Scream, США, (реж. Уэс Крэйвен)
- «Лесной царь»/Der Unhold, Германия—Франция—Великобритания, (реж. Фолькер Шлёндорф)
- «Лидер»/The Leading Man, Великобритания, (реж. Джон Дайган)
- «Ловец солнца»/The Sunchaser, США, (реж. Майкл Чимино)
- «Майкл»/Michael, США, (реж. Норой Эфрон)
- «Майкл Коллинз»/Michael Collins, США—Великобритания—Ирландия, (реж. Нил Джордан)
- «Максимальный риск»/Maximum Risk, США, (реж. Ринго Лэм)
- «Марс атакует!»/Mars Attacks!, США, (реж. Тим Бёртон)
- «Матильда»/Matilda, США, (реж. Дэнни Де Вито)
- «Мать»/Mother, США, (реж. Альберт Брукс)
- «Мерцающий»/Glimmer Man, США, (реж. Джон Грэй)
- «Миссия невыполнима»/Mission: Impossible, США, (реж. Брайан Де Пальма)
- «Мистер Крутой»/個好人|一个好人, Гонконг, (реж. Саммо Хун)
- «Моцарт — навсегда»/For Ever Mozart, Франция—Швейцария, (реж. Жан-Люк Годар)
- «Мужество в бою»/Courage under Fire, США, (реж. Эдвард Цвик)
- «Мэрия»/City Hall, США, (реж. Харолд Беккер)
- «На игле»/Trainspotting, Великобритания, (реж. Дэнни Бойл)
- «Народ против Ларри Флинта»/The People vs. Larry Flynt, США, (реж. Милош Форман)
- «Насмешка»/Ridicule, Франция, (реж. Патрис Леконт)
- «Не будите спящую собаку»/Flirting with Disaster, США, (реж. Дэвид О. Расселл)
- «Не грози Южному централу, попивая сок у себя в квартале»/Don't Be a Menace to South Central While Drinking Your Juice in the Hood, США, (реж. Пэрис Барклай)
- «Не называй меня малышкой»/Barb Wire, США, (реж. Дэвид Хоган)
- «Один прекрасный день»/One Fine Day, США, (реж. Майкл Хоффман)
- «Око за око»/An Eye For An Eye, США, (реж. Джон Шлезингер)
- «От заката до рассвета»/From Dusk Till Dawn, США, (реж. Роберт Родригес)
- «Парни»/Boys, США, (реж. Стэйси Кохрэн)
- «Первобытный страх»/ Primal Fear, США, (реж. Грегори Хоблит)
- «Первый удар»/警察故事4之簡單任務, Гонконг, (реж. Стэнли Тонг)
- «Песня Карлы»/Carla's Song, Великобритания—Испания—Германия, (реж. Кен Лоуч)
- «Побег из Лос-Анджелеса»/Escape from L.A., США, (реж. Джон Карпентер)
- «Подарок на Рождество»/Jingle All the Way, США, (реж. Брайан Левант)
- «Портрет леди»/The Portrait Of A Lady, США—Великобритания, (реж. Джейн Кэмпион)
- «Похороны»/The Funeral, США—Италия, (реж. Абель Феррара)
- «Призраки Миссисипи»/Ghosts of Mississippi, США, (реж. Роб Райнер)
- «Приказано уничтожить»/Executive Decision, США, (реж. Стюарт Бэрд)
- «Присяжная»/The Juror, США, (реж. Брайан Гибсон)
- «Пуленепробиваемый»/Bulletproof, США, (реж. Эрнест Дикресон)
- «Пуля»/Bullet, США, (реж. Джульен Темпл)
- «Рассекая волны»/Breaking the Waves, Дания, (реж. Ларс фон Триер)
- «Ребята возвращаются»/キッズ・リターン, Япония, (реж. Такэси Китано)
- «Роковая восьмёрка»/Hard Eight, США, (реж. Пол Т. Андерсон)
- «Ромео + Джульетта»/Romeo + Juliet, США, (реж. Баз Лурман)
- «Сердце дракона» / DragonHeart, США (реж. Роб Коэн)
- «Сержант Билко» / Sgt. Bilko, США (реж. Джонатан Линн)
- «Сломанная стрела» / Broken Arrow, США (реж. Джон Ву)
- «Скала» / The Rock, США (реж. Майкл Бэй)
- «Смерч» / Twister, США (реж. Ян де Бонт)
- «Спящие» / Sleepers, США (реж. Барри Левинсон)
- «Страшилы» / The Frighteners, Новая Зеландия-США (реж. Питер Джексон)
- «Стриптиз» / Striptease, США (реж. Эндрю Бергман)
- «Тайны и ложь» / Secrets & Lies, Великобритания-Франция (реж. Майк Ли)
- «Счастливчик Гилмор» / Happy Gilmore, США (реж. Деннис Дуган)
- «Ускользающая красота» / Stealing Beauty, Италия (реж. Бернардо Бертолуччи)
- «Фантом» / The Phantom, США — Австралия (реж. Саймон Уинсер)
- «Феномен» / Phenomenon, США (реж. Джон Тёртелтауб)
- «Чокнутый профессор» / The Nutty Professor, США (реж. Том Шэдьяк)
- «Эвита» / Evita, США (реж. Алан Паркер)

### Отечественные фильмы и фильмы постсоветских республик

#### РФ
- «Ермак», (реж. Валерий Усков, Владимир Краснопольский)
- «Кавказский пленник», (реж. Сергей Бодров старший)
- «Карьера Артуро Уи», (реж. Борис Бланк)
- «Любить по-русски 2» (реж. Евгений Матвеев)
- «Мужчина для молодой женщины» (реж. Мурад Ибрагимбеков)
- «Научная секция пилотов» (реж. Андрей И)
- «Несут меня кони…», (реж. Владимир Мотыль)
- «Операция «С Новым годом!»», (реж. Александр Рогожкин)
- «Президент и его женщина», (реж. Елена Райская)
- «Привет, дуралеи!», (реж. Эльдар Рязанов)
- «Принципиальный и жалостливый взгляд», (реж. Александр Сухочев)
- «Ревизор», (реж. Сергей Газаров)
- «Царевич Алексей» (реж. Виталий Мельников)

#### Фильмы совместных производителей

##### Двух и более стран
- «Линия жизни», (реж. Павел Лунгин)

## Телесериалы

### Латиноамериканские сериалы

#### Мексика
- В плену страсти
- Зажжёный факел
- Ложь во спасение
- Марисоль
- Мне не жить без тебя
- Моя дорогая Исабель
- Песня любви
- Тень другого

### Российские сериалы
- Клубничка

### Французские сериалы
- КАНИКУЛЫ ЛЮБВИ

## Награды

### Премия «Оскар» 1996
- Лучший фильм: «Храброе сердце»
- Лучший режиссёр: Мэл Гибсон — «Храброе сердце»
- Лучший актёр: Николас Кейдж — «Покидая Лас-Вегас»
- Лучшая актриса: Сьюзен Сарандон — «Мертвец идёт»
- Лучший актёр второго плана: Кевин Спейси — «Подозрительные лица»
- Лучшая актриса второго плана: Мира Сорвино — «Великая Афродита»
- Лучший иностранный фильм:  «Антония»
- Лучший оригинальный сценарий: Кристофер МакКуорри — «Подозрительные лица»
- Лучший адаптированный сценарий: Эмма Томпсон, Джейн Остин — «Разум и чувства»

### 49-й Каннский кинофестиваль
- Золотая пальмовая ветвь: , «Тайны и ложь» (реж. Майк Ли)
- Гран-При жюри: ,,,,,, «Рассекая волны» (реж. Ларс фон Триер)
- Приз жюри: , «Автокатастрофа» (реж. Дэвид Кроненберг)
- Лучшая режиссёрская работа: Джоэл и Итан Коэны — «Фарго» ,
- Приз за лучшую мужскую роль: Даниель Отой и Паскаль Дюкенн — «День восьмой» ,,
- Приз за лучшую женскую роль: Бренда Блетин — «Тайны и ложь» ,
- Приз за лучший сценарий: Ален Ле Анри, Жак Одиар, Жан-Франсуа Деньёп — «Никому не известный герой»

### 53-й Венецианский кинофестиваль
- Золотой лев: ,, «Майкл Коллинз» (реж. Нил Джордан)
- Приз за лучшую мужскую роль: Лайам Нисон — «Майкл Коллинз» ,,
- Приз за лучшую женскую роль: Виктория Тивисоль — «Понетт»
- Приз за лучший сценарий: Пас Алисия Гарсиядиего — «Кроваво-красный» ,,
- Особый приз жюри:  «Разбойники. Глава VII» (реж. Отар Иосселиани)

### 46-й Берлинский кинофестиваль
- Золотой медведь: ,«Разум и чувства» (реж. Энг Ли)
- Серебряный медведь за лучшую режиссёрскую работу: Ричард Лонкрэйн — «Ричард III», и Хо Йим «У солнца есть уши»
- Серебряный медведь за лучшую мужскую роль: Шон Пенн — «Мертвец идёт» ,
- Серебряный медведь за лучшую женскую роль: Анук Гринбер — «Мой мужчина»
- Специальный приз жюри: ,«Цветения пора» (реж. Бу Видерберг)

### Кинофестиваль Сандэнс
- Гран-при (драма): «Добро пожаловать в кукольный дом» (реж. Тодд Солондз)
- Приз зрительских симпатий: «Гриль-бар „Порох“» (реж. Ли Дэвид Злотофф)

### Премия «Золотой глобус» 1996
- Лучший фильм (драма): «Разум и чувства»
- Лучший фильм (кинокомедия/мюзикл): «Бэйб: Четвероногий малыш»
- Лучший режиссёр: Мэл Гибсон — «Храброе сердце»
- Лучший актёр (драма): Николас Кейдж — «Покидая Лас-Вегас»
- Лучший актёр (кинокомедия/мюзикл): Джон Траволта — «Достать коротышку»
- Лучший актёр второго плана: Брэд Питт — «12 обезьян»
- Лучшая актриса (драма): Шэрон Стоун — «Казино»
- Лучшая актриса (кинокомедия/мюзикл): Николь Кидман — «Умереть во имя»
- Лучшая актриса второго плана: Мира Сорвино — «Великая Афродита»
- Лучший иностранный фильм:  «Отверженные»

### Кинопремия «BAFTA» 1996
- Лучший фильм: «Разум и чувства»
- Лучший фильм на иностранном языке:  «Почтальон»
- Приз имени Дэвида Лина за достижения в режиссуре: Майкл Рэдфорд — «Почтальон»
- Лучший актёр: Найджел Хоторн — «Безумие короля Георга»
- Лучшая актриса: Эмма Томпсон — «Разум и чувства»
- Лучший актёр второго плана: Тим Рот — «Роб Рой»
- Лучшая актриса второго плана: Кейт Уинслет — «Разум и чувства»

### Critics' Choice Movie Awards 1996
- Лучший фильм: «Разум и чувства»
- Лучший режиссёр: Мэл Гибсон — «Храброе сердце»
- Лучшая актёр: Кевин Бейкон — «Убийство первой степени»
- Лучшая актриса: Николь Кидман — «Умереть во имя»
- Лучший актёр второго плана: Кевин Спейси — «Подозрительные лица» и Эд Харрис — «Аполлон 13»
- Лучшая актриса второго плана: Мира Сорвино — «Великая Афродита»
- Лучший фильм на иностранном языке:  «Почтальон»

### Премия Гильдии киноактёров США 1996
- Лучшая мужская роль: Николас Кейдж — «Покидая Лас-Вегас»
- Лучшая женская роль: Сьюзен Сарандон — «Мертвец идёт»
- Лучшая мужская роль второго плана: Эд Харрис — «Аполлон 13»
- Лучшая женская роль второго плана: Кейт Уинслет — «Разум и чувства»
- Лучший актёрский состав: «Аполлон 13»

### Премия гильдия режиссёров Америки
- Лучший фильм: Рон Ховард — «Аполлон 13»

### MTV Movie Awards 1996
- Лучший фильм года: «Семь»
- Лучший актёр: Джим Керри — «Эйс Вентура 2? Когда зовёт природа»
- Лучшая актриса: Алисия Сильверстоун — «Бестолковые»
- Прорыв года: Джордж Клуни — «От заката до рассвета»

### Премия «Сатурн» 1996
- Лучший научно-фантастический фильм: «12 обезьян»
- Лучший фильм-фэнтези: «Бэйб: Четвероногий малыш»
- Лучший фильм ужасов: «От заката до рассвета»
- Лучший приключенческий фильм/боевик/триллер: «Подозрительные лица»
- Лучший режиссёр: Кэтрин Бигелоу— «Странные дни»
- Лучшая мужская роль: Джордж Клуни — «От заката до рассвета»
- Лучшая женская роль: Анджелла Бассетт — «Странные дни»
- Лучшая мужская роль второго плана: Брэд Питт — «12 обезьян»
- Лучшая женская роль второго плана: Бонни Хант — «Джуманджи»
- Лучший сценарий: Эндрю Кевин Уокер — «Семь»

### Премия Европейской киноакадемии 1996
- Лучший европейский фильм: «Рассекая волны»
- Лучший европейский актёр: Иэн МакКеллен — «Ричард III»
- Лучшая европейская актриса: Эмили Уотсон — «Рассекая волны»

### Кинопремия «Ника» 1996
- Лучший игровой фильм: «Особенности национальной охоты»
- Лучший режиссёр: Александр Рогожкин — «Особенности национальной охоты»
- Лучший сценарий: Валерий Залотуха — «Мусульманин»
- Лучший актёр: Алексей Булдаков — «Особенности национальной охоты»
- Лучшая актриса: Нина Усатова — «Мусульманин»
- Лучшая роль второго плана: Александр Балуев — «Мусульманин»

### Кинофестиваль «Кинотавр» 1996
- Лучший фильм: «Кавказский пленник»
- Лучшая мужская роль: Сергей Бодров мл., Олег Меньшиков — «Кавказский пленник»
- Лучшая женская роль: Наталья Коляканова — «Принципиальный и жалостливый взгляд»